# 鍾逸人
鍾逸人（1921年12月17日—2023年3月19日），台灣臺中市人，前「二七部隊」隊長、台灣作家，曾獲第18屆台灣文學家牛津獎、巫永福文學獎、吳濁流文學獎。
鍾逸人認為「台灣人不是中國人」、「台灣要獨立」、建國是要走入群眾共同打拼，啟蒙旁人台灣的歷史與台灣人真實的身分，千萬不要再迷迷糊糊聽信「國民黨文奸」的謠言。他希望喚醒年輕一代對台灣歷史的正確認知，以「生不為奴」的信念及共同的「國民意志」，讓國際強權知道「我要建立主權獨立的國家」。

## 生平

### 早年
鍾逸人，1921年生於台中大屯街石頭灘，1929年入台中公學校（今忠孝國民小學），1934年獲准參加「日本武德會少年劍友會」，1936年公學校畢業；放棄投考台中一中，由「武德會」的安藤範士推薦入台中青年學校。1937年投靠任職《台灣新民報》記者的四叔鍾聰敏，學習《北京語的基礎》，並涉獵《朝日時事》等書。1938年，鍾逸人瞞著父親赴日求學，考入豐島商業學校（今豐島學院高等學校）插班三年級，並於新東亞學校夜間部學習北京話。1941年，考上東京外語學校（今東京外國語大學）法語文學科。同年以涉嫌反日思想為由，被移送巢鴨監獄拘留，在獄中結識左翼報紙，《大和新聞》記者太田耕士及「第二橫濱事件」主角吳普文，1942年獲得不起訴處分釋回，但仍被裁定保護管束及監視。
1943年，鍾逸人因父病危未完成學位即返台，同年結識楊逵、吳崇雄、吳金燦、周秀青、何集淮、盧伯毅、施部生、呂煥章等人。並協助三叔鍾添登開設「筑後屋」，當起從軍酒保商人，與日本陸、海軍做糧秣副食供應業務。因為被日本政府懷疑有共產主義思想，鍾逸人為避免特別高等警察之糾纏，設法遁入陸軍經理部「加藤隊」內，謀得「陸軍雇員」一職，有軍服及黃花部隊別章。借職務之便，常到台北「文山茶行」與王添灯、連溫卿、林日高、王萬得、蘇新等，傾向社會主義的人聯絡聊天，在台中則與謝雪紅、楊逵、葉陶夫婦、二林洪挑醫師等相熟。因工作績效不錯，擢升為「陸軍囑託」。
1945年二戰結束，鍾逸人退伍後，同年任「新生活促進隊」隊長及「三民主義青年團」台中分團總務股股員，並參加「三青團」第一期幹訓班。1946年，因「壁報事件」與中國警察衝突，離開台中。到高雄分團時，認識了簡吉和吳新榮，經介紹認識台南縣長袁國欽，以「鍾天啓」之名兼任阿里山鄉樂野國小校長，與鄉長高一生相熟。後被警方誘捕拘禁，報復「壁報事件」的毆警行為。釋放後，經嘉義分團爭取，被改派嘉義分團組訓股長，同年5月，因楊逵之故，於《和平日報》嘉義總分社主任，一人兼三職，期間曾調查布袋事件舉發虎尾區長陳幸西的不法事件，並報導新營事件。

### 參與二七部隊及入獄
1947年，鍾逸人因披露檢察單位與憲兵隊長李士榮弊案，前後被憲、警、檢單位拘捕三次。2月27日上午由「憲四團」釋放回台中，當天傍晚台北發生緝菸血案，兩天內波及全台灣，是為二二八事件。3月1日，鍾逸人在台中市街頭遇到楊逵，鍾向楊探詢，才知事件梗概，於是兩人合議在台中召開市民大會，著手印製傳單一萬張往台中各鄉鎮發送。
3月2日，市民大會各方代表出席踴躍，選出謝雪紅為大會主席。3月3日，鍾逸人在台中師範學校號召部分師生成立「民主保衛隊」，推吳振武為隊長，自己則擔任參謀，當晚隊長吳振武失蹤。3月4日，台灣各地「二二八處理委員會」多已成立，台中市各校學生，紛紛加入「民主保衛隊」，並移師干城營區，成立「二七部隊」，鍾逸人任部隊長，黃信卿為參謀長。「二七部隊」成立後，各地「治安隊」、「自衛隊」、「高砂義勇隊」等成員陸續加入。鍾逸人高舉「要求愛爾蘭模式最高自治」旗幟開始建軍、搜集武器、整合各地隊伍，並遊說仕紳。
後國民政府自中國大陸增派援軍，3月8日起從基隆及高雄登陸，開始大規模搜捕殺戮。「二七部隊」恐台中成為戰場波及市民，決定退守埔里。但埔里方面對謝雪紅等人頗有顧慮，山地部落也因霧社事件陰影猶存，亦無意襄助。駐守在烏牛欄吊橋要衝的黃金島所率民軍，曾成功地狙擊欲進襲谷口的國軍，但旋被繞道包抄，谷口要道反受其制。「二七部隊」因兵力差距過大及彈藥用罄，只好分頭疏散。
鍾逸人後來潛至汐止，藏匿於友人李舜卿家，並訂購一艘小機帆船，擬逃往日本。3月底，鍾逸人三叔鍾添登被捕，財產被搜括殆盡。4月23日，鍾逸人遭蔡慶榮（投共後改名蔡子民）、許子哲出賣，被憲警逮捕，險遭殺害；因首謀謝雪紅未逮捕歸案，被留下當誘餌，保住一命，改由台灣高等法院判15年徒刑定讞。先後移送台北監獄、台中監獄、台南監獄、台北監獄、新店國防部軍人監獄、綠島新生訓導營等處。到了1962年刑期屆滿，未經審判，即被移送小琉球的第三職訓總隊強迫勞改兩年，前後總共入獄服刑17年。

### 獲釋生活
1964年2月6日，鍾逸人獲釋，到彰化北斗投靠未婚妻，從此長住北斗，並與友人共同研發綠藻。1967年成立台灣首家綠藻公司「北斗克羅列拉工業企業社」，1970年改組為「北斗克羅列拉工業股份有限公司」，1975年產量達到世界第一。此時期鍾逸人仍被特務監視，因此不敢對身邊任何人發表政治看法。直到1980年，作家李喬為探訪二二八史料訪問鍾逸人，李喬表示：「你就是歷史的見證，不能不吭聲」，此後，鍾逸人開始動手書寫回憶錄。1985年，因克羅列拉公司財務等問題，鍾逸人辭掉所有職務，僅任常務董事。1988年，回憶錄《辛酸六十年》上冊由林世煜的自由時代出版社出版。
1991年，克羅列拉公司正式解散，鍾逸人25年的生產事業告一段落，開始專心台灣問題；同年為許榮淑、謝聰敏、陳永興、彭百顯、許世楷、廖永來等人助選，參與廢除刑法100條運動。1993年11月，《辛酸六十年》新增訂版上冊由前衛出版社出版。1995年，《辛酸六十年》新增訂版下冊由前衛出版社出版，同年受邀赴日本演講。2009年，《辛酸六十年》續篇《火的刻痕》出版。2011年，撰寫陳篡地傳記《此心不沉》期間，罹患大腸癌，經歷多次大手術，奇蹟痊癒。2014年，《此心不沉》出版，同年鍾逸人獲頒第18屆台灣文學家牛津獎，真理大學並舉辦「鍾逸人文學學術研討會」探討其文學成就。2015年，獲頒巫永福文學獎、吳濁流文學獎。2017年榮獲北美洲台灣人教授協會第3屆「廖述宗教授紀念獎」，於同年赴美國領獎。
2023年1月14日因肺積水住院，3月19日晚間在睡夢中與世長辭，享嵩壽103歲，其大體捐贈予中國醫藥大學教學、研究，完成後火化灰灑大海。

## 軼事
- 1980年代，作家李喬鼓勵鍾逸人撰寫回憶錄，表示「能活到今天是上帝要你記下這段歷史，不然的話你憑什麼活到今天？」為了強迫鍾逸人將記憶留下，斯文的李喬不惜手腳相向，鍾逸人也不甘示弱回手，兩個五六十歲的老人打成一團，鍾逸人才終於妥協，動手撰寫日後三大冊的《辛酸六十年》。[11]

## 著作
- 《辛酸六十年》（台北：自由時代出版社，1988年6月初版）
- 《辛酸六十年（上）》（台北：前衛出版社，1993年11月新增訂版第一刷）
- 《辛酸六十年（下）》（台北：前衛出版社，1995年新增訂版第一刷）
- 《火的刻痕：辛酸六十年（續）》（台北：前衛出版社，2009）
- 《此心不沉：陳篡地與二戰末期台灣人醫生》（台北：玉山社，2014）